# Saint-Aubin-de-Médoc
Saint-Aubin-de-Médoc ist eine französische Stadt mit 7764 Einwohnern (Stand: 1. Januar 2022) im Département Gironde in der Region Nouvelle-Aquitaine. Sie liegt im Arrondissement Bordeaux und gehört zum Kanton Saint-Médard-en-Jalles.

## Lage
Saint-Aubin-de-Médoc liegt nordwestlich von Bordeaux im südlichen Médoc am Cagaréou.
Nachbargemeinden sind: Arsac im Norden, Le Pian-Médoc im Nordosten, le Taillan-Médoc im Osten, Saint-Médard-en-Jalles im Süden, Salaunes im Westen und Avensan im Nordwesten.

## Bevölkerungsentwicklung
- 1962: 0444
- 1968: 0723
- 1975: 2105
- 1982: 2979
- 1990: 4332
- 1999: 4990
- 2006: 5550
- 2017: 7362

## Sehenswürdigkeiten
- Château de Villepreux aus dem 17. Jahrhundert
- Château de Cujac, 1767 wieder aufgebaut
- Romanische Kirche Saint-Aubin aus dem 12. Jahrhundert (Monument historique)

## Persönlichkeiten
- Robert Desbats (1922–2007), Radrennfahrer